# Mona Sahlin
Mona Ingeborg Sahlin (født Andersson 9. marts 1957 i Sollefteå, Ångermanland, Västernorrlands län) er en svensk politiker og tidligere formand for Socialdemokraterne.
Efter det katastrofale valgnederlag 19. september 2010, hvor partiet fik sit dårligste resultat i 100 år, trådte Sahlin tilbage som leder.
Sahlin har været medlem af Riksdagen, valgt i Stockholms län, fra 1982 til 1996 og igen fra 2002. Hun har også haft adskillige ministerposter fra 1990-1991, 1994-1995 og 1998-2006. Sahlin blev valgt som partiformand på en ekstraordinær partikongres 17. marts 2007. Forinden havde Göran Persson trukket sig grundet valgnederlaget i 2006. Mona Sahlin er den første kvindelige formand for partiet.
Hun begyndte sin politiske karriere i lokalafdelingen for Sveriges Socialdemokratiska Ungdomsförbund i Nacka i 1973. Hun blev valgt til Riksdagen i 1982 som det yngste medlem. I 1990 blev hun arbejdsminister, men da Socialdemokraterna tabte regeringsmagten året efter, blev hun i stedet formand for Riksdagens arbejdsmarkedsudvalg, ligesom hun blev sit partis arbejdsmarkedsordfører. Fra 1992 til 1994 var hun partisekretær, men forlod posten til fordel for jobbet som ligestillingsminister og vicestatsminister.

## Toblerone-sagen
I oktober 1995 afslørede tabloidavisen Expressen, at Sahlin, der på daværende tidspunkt var vicestatsminister og af mange opfattedes som den naturlige arvtager efter statsminister Ingvar Carlsson, havde anvendt sit minister-Eurocard til at købe varer til privat forbrug for mere end 50.000 svenske kroner. Sahlin havde bl.a. købt tøj og lejet en bil. Hun hævdede, at hendes private kreditkort så ud præcis som minister-kortet, og at nogle af hendes ministerudgifter også var blevet afholdt af hendes private konto. Mona Sahlin tog sagen i retten for at bevise sin uskyld og blive renset for mistankerne. Mens sagen rullede i medierne, kom det også frem, at Sahlin havde adskillige ubetalte parkeringsbøder, og at hun ofte havde glemt at betale sine børns pasningsudgifter rettidigt. I oktober 1995 offentliggjorde Sahlin, at hun ville trække sig fra politik, og 10. november forlod hun regeringen, ligesom hun ikke længere var formandskandidat. I april 1996 forlod hun Riksdagen, men fortsatte dog med at være medlem af partiets forretningsudvalg. Sigtelserne mod hende blev frafaldet. Sagen blev døbt Toblerone-sagen, efter at Sahlin på et pressemøde sagde "Jeg købte to Toblerone, bleer og cigaretter". Selvbiografien Med mina ord fra 1996 beskæftiger sig meget med sagen.
Tidligere var Sahlin også i mediernes søgelys for ikke at have betalt sin tv-licens, hvilket er lovpligtigt i Sverige.

## Tilbage på den politiske scene
Fra 1996 til 1997 var Sahlin selvstændig erhvervsdrivende, ligesom hun var tv-reporter. I 1997 blev hun valgt som formand for European Council Against Racism og i 1998 blev hun leder af en socialdemokratisk ungdomsskole.
Hun vendte tilbage til landspolitik i 1998, da hun af Göran Persson blev udnævnt til minister uden portefølje. Først var hun minister for industri, beskæftigelse og kommunikation 1998-2002, derpå justitsminister og minister for demokrati og integration 2002-2004 og fra 2004 til 2006 minister for bæredygtig udvikling.
Persson annoncerede sin afgang på valgaftenen i 2006, og det stod hurtigt klart, at partiet ville have en kvindelig leder. Navne som Margot Wallström og Carin Jämtin nød opbakning blandt flere lokale og regionale partiforeninger end Sahlin. Også Ulrica Messing blev nævnt, men de tre kandidater ønskede ikke at stille op til et kampvalg og erklærede i stedet deres støtte til Sahlin. Hun blev valgt 17. marts samme år.
Sahlin kandiderede til generalsekretærposten i ILO i 2012, men opnåede ikke valg.

## Udtalelsen om fraværet af svensk kultur
Mona Sahlin nævnes som eksponent for den udvikling, der ifølge kritikere har gjort Sverige til et kulturløst land, hvor "svenskerne opdrages til at være moderne, traditionsløse og tolerante i mødet med andre, der forventes at bevare deres traditioner". Det skyldes bl.a. en episode, hvor en tyrkisk journalist spurgte Mona Sahlin, der på dette tidspunkt var svensk integrationsminister, om hvad hun betragtede som svensk kultur. Sahlin hævdede i sit svar, at svensk kultur kun er "midsommeraften og lignende fjollede ting", hvilket ifølge Sahlin gør mange svenskere misundelige på indvandrergrupper, der har en stærkere kulturel og historisk bevidsthed:
| “ | När hon var integrationsminister frågade turkiska ungdomsförbundets tidskrift Euroturk vad som är svensk kultur. Hon svarade: ”Jag har ofta fått den frågan men jag kan inte komma på vad svensk kultur är. Jag tror att det är lite det som gör många svenskar så avundsjuka på invandrargrupper. Ni har en kultur, en identitet, en historia, någonting som binder ihop er. Och vad har vi? Vi har midsommarafton och sådana ’töntiga’ saker”. | ” |